# Амірі Барака
Амірі Барака (нар.7 жовтня 1934, Ньюарк – 9 січня 2014, Ньюарк), справжнє ім'я: Еверетт Лерой Джонс, відомий також як ЛеРой Джонс та Імаму Амір Барака — американський поет, драматург, прозаїк, музичний критик, есеїст. Автор численних збірок поезії та прози, викладач кількох університетів, включаючи Університет в Буффало та Стоні Брук. Він отримав нагороду PEN/Beyond Margins у 2008 році за книгу «Tales of the Out and the Gone».
Барака був активним майже 52 роки і часто торкався в своїй творчості тем звільнення чорношкірих та білого расизму. Поезія та проза Бараки викликали як захоплення, так і засудження. В афроамериканському середовищі Бараку порівнюють із Джеймсом Болдуїном і визнають одним з найбільш шанованих чорношкірих письменників свого покоління. Інші критикують його твори за насильство, мізогінію, гомофобію, прихильність до теорій змов та антисемітизм.
Зокрема, коротке перебування Бараки на посаді поета-лауреата Нью-Джерсі (у 2002-2003 роках) викликало суперечки після публічного читання вірша «Somebody Blew Up America?» (Хтось підірвав Америку?) [Архівовано 29 листопада 2021 у Wayback Machine.] Його звинуватили в антисемітизмі та піддали критиці літературознавці і політики.

## Біографія

### Ранні роки (1934–1965)
Барака народився в Ньюарку, штат Нью-Джерсі, навчався там у середній школі Баррінджера. Його батько Койт Лерой Джонс працював поштовим інспектором і ліфтером, а мати Анна Лоіс (уроджена Рус) була соціальною працівницею. Барака з дитинства цікавився джазом, його кумиром був Майлз Девіс:
|  | «Я теж хотів виглядати так — ця зелена сорочка і закочені рукави на Milestones… завжди хотів виглядати так. І вміти грати "On Green Dolphin Street" або "Autumn Leaves"… Цей чудовий солодкий чиловий звук. Це та музика, якої б ви хотіли, коли приходите в клуб або просто дивлячись на небо зі своєю дитиною поруч… ці тужливі африканські магічні співи». |

Вплив джазу дуже помітний в його творчості. Зокрема, частими прийомами в письмі та декламуванні є ономатопея, різноманітні вокалізації, наспіви, виконання віршів у супроводі джазових виконавців.
У 1951 році він здобув стипендію в Університеті Ратґерса, але в 1952 році перейшов до Говардського університету. Вивчення філософії та релігієзнавства заклало основу його пізніших роздумів і творів. Згодом він навчався в Колумбійському університеті та The New School, не отримавши диплом.
У 1954 році майбутній поет приєднався до ВПС США як стрілець, отримав звання сержанта. Про це рішення він швидко пошкодував:
|  | Я дізнався, що таке бути під орудою людей, які ненавидять афроамериканців. Я ніколи до того не стикався з подібним. |

Цей досвід сильно вплинув на нього. Його командир отримав донос про те, що Барака є комуністом. При обшуку в нього знайшли радянську літературу. В результаті він був переведений на посаду садівника, а згодом і геть відрахований за порушення присяги. Пізніше він описав свій військовий досвід як «расистський, принизливий та інтелектуально паралізуючий». Проте саме там, в Пуерто-Рико, де він служив у бібліотеці військової бази і мав вдосталь часу для читання, натхненний бітниками він почав писати вірші.
Того ж року він переїхав до Гринвіч-Вілледж, працював на складі музичних записів. У цей період розвивався його інтерес до джазу. У той же час він познайомився з авангардними поетами Чорної гори та поетами Нью-Йоркської школи. 1958 року Барака одружився з поетесою єврейського походження Хетті Коен, яка народила двох дочок, Келлі Джонс (1959) і Лізу Джонс (1961). Подружжя заснувало видавництво Totem Press, публікували твори Джека Керуака, Аллена Гінзберга. і багатьох інших. Також вони заснували щоквартальний літературний журнал «Юген» (вийшло вісім номерів у 1958–62). На вечірці, яку організував Барака, Гінзберг познайомився з Ленгстоном Г'юзом,а Орнетт Коулман грав на саксофоні.
Барака також працював редактором і критиком у літературно-мистецькому журналі «Кульчур» (Kulchur, 1960–65). Разом із Діаною ді Пріма він редагував перші двадцять п’ять випусків (1961–63) невеликого журналу «Плаваючий ведмідь». У жовтні 1961 року поштова служба США арештувала 9-й номер цього журналу; ФБР звинуватило видавців у непристойності через твір Вільяма Берроуза «Roosevelt after the Inauguration» (Рузвельт після інавгурації). Восени 1961 року він разом із Д. ді Прімою, хореографами Фредом Герко та Джеймсом Уорінгом та актором Аланом С. Марло заснували Нью-Йоркський театр поетів. Кілька років Барака мав позашлюбні стосунки з ді Прімою; їхня дочка Домініка ді Пріма народилася в червні 1962 року.
Громадська діяльність поета була пов'язана з лівим рухом та радикальним негритянським націоналізмом. Зокрема, 1961 року він став співавтором «Декларації сумління» на підтримку режиму Фіделя Кастро. Був членом Майстерні поетів Умбри (1962–65), творчого об'єднання молодих афроамериканських націоналістів (серед інших в нього входили Ізмаель Рід і Лоренцо Томас).
Його перша книга поезій «Preface to a Twenty Volume Suicide Note» (Передмова до двадцятитомної записки про самогубство) була опублікована в 1961 році. Уривок з однойменного вірша (переклад українською Валерія Кикотя):
І кожної ночі я рахую зірки,
І кожної ночі їх рівно стільки ж,
А коли вони не виходять на небо,
Я рахую дірки від зірок.
Не лишилось ні в кого пісень.
А вчора ввечері я навшпиньки
Підкрався до доччиної кімнати,
Почув, що з кимсь вона говорить,
Ввійшов і побачив, що там нікого…
Вона сама стоїть на колінах,

Втупившись у складені долоні.
В той час як інші афроамериканські письменники були переважно одержимі бажанням досягти визнання середнього класу, Барака писав, що так вони ніколи не зможуть висловити свою думку, і це веде їх до невдачі.
У 1963 році Барака (під іменем ЛеРой Джонс) опублікував історію розвитку музики афроамериканців від рабства до сучасного йому джазу, Blues People: Negro Music in White America. Коли твір було перевидано в 1999 році, автор підкреслив у передмові свій намір показати, що «музика була партитурою, творчою оркестровкою, відображенням життя афроамериканців… Що музика пояснювала історію, як історія пояснювала музику. І те й інше було виразом і відображенням народу». Він стверджував, що, хоча раби принесли свої музичні традиції з Африки, блюз був виразом того, чим стали чорношкірі в Америці: «…блюз не існував би, якби полонені з Африки не стали полоненими в Америці».
Під іменем ЛеРой Джонс він написав відому та суперечливу п’єсу під назвою «Голландець». За її сюжетом біла жінка зваблює афроамериканця у нью-йоркському метро, влаштовує з ним скандал і вбиває його. Прем'єра відбулася 1964 року і тоді ж твір отримав премію Обі як найкраща американська п'єса. У 1967 році вийшов фільм за нею, знятий режисером Ентоні Гарві. П’єса кілька разів поверталася на сцену, включаючи постановку 2013 року, здійснену в Russian and Turkish Bathhouse у Іст-Віллідж, Манхеттен.
Після вбивства Малколма Ікса у 1965 році поет змінив своє ім'я з Леруа Джонс на Амірі Бараку. У цей час він залишив дружину та двох їхніх дітей і переїхав до Гарлема, де заснував Репертуарну/театральну школу чорних мистецтв (Black Arts Repertory/Theater School, BARTS). Цей проєкт не пропрацював і року, проте за короткий час привернув увагу багатьох відомих митців, включаючи Соню Санчес, Сан Ра та Альберта Ейлера. Барака повернувся до Ньюарка. Закриття BARTS у Гарлемі викликало жваві обговорення та підштовхнуло митців до створення подібних установ у багатьох місцях по всіх США. Самого Бараку звинувачували у використанні федерального фонду соціального забезпечення для фінансування проєкту.
Барака став провідним прихильником і теоретиком розквіту чорного мистецтва. Як «націоналіст афроамериканської культури», він розірвав стосунки з переважно білими бітниками, критично ставився до Руху за громадянські права, з його ненасильницькими методами та прагненням інтеграції. Революційна поезія Бараки ставала все більш суперечливою. Наприклад, вірш «Чорне мистецтво» (1965), за словами Вернера Соллорса з Гарвардського університету, виражав потребу Бараки вчинити насильство, необхідне для «створення чорного світу».
Поема Бараки «Чорне мистецтво» швидко стало головним поетичним маніфестом однойменного літературного руху. Джонс писав: «ми хочемо віршів, які вбивають, які стріляють і борються з поліцією». Це збіглося з піднесенням збройної самооборони афроамериканців, з гаслами на кшталт «Озбройся чи нашкодь собі» (англійською тут гра слів: arm yourself or harm yourself). Замість того, щоб використовувати творчість як засіб ескапізму, Барака розглядав поезію як дієву зброю.

### 1966–1980 рр
У 1966 році Барака одружився вдруге, з Сільвією Робінсон, яка пізніше прийняла ім'я Аміна Барака. Подружжя відкрило в Ньюарку об’єкт, відомий як Spirit House, поєднання театру та художньої резиденції. У 1967 році він читав лекції в Університеті Сан-Франциско. Через рік Бараку заарештували нібито за носіння незаконної зброї та опір арешту під час заворушень у Ньюарку 1967 року. Згодом його засудили до трьох років позбавлення волі. Вірш «Чорні люди», опублікований в Evergreen Review у грудні 1967 року, суддя читав у залі суду, включно з рядками: «Усі магазини відкриються, якщо ви скажете чарівні слова. Чарівні слова: «До стіни, блядь, це пограбування!» Невдовзі після цього апеляційний суд скасував вирок. Пізніше поет жартуватиме, що його звинувачували у володінні «двома револьверами та парою віршів».
У 1970 р. Барака рішуче підтримав кандидатуру Кеннета А. Гібсона на посаду мера Ньюарка; Гібсон став першим афроамериканцем, обраним мером цього міста. Цікаво, що син поета, Рас Барака, став мером Ньюарка в 2014 році.
В кінці 60-70-х поет перебуває під впливом ідей Нації ісламу, деякі з його віршів того часу спрямовані проти євреїв, поліції, містять заклики до насильства. Розчарований (за його оцінкою) капітулянтством багатьох колег, він відійшов від руху чорного мистецтва. А починаючи з 1974 року Барака дистанціювався і від чорного націоналізму, прийнявши ідеологію маоїмзу у контексті визвольних рухів третього світу.
У 1979 році він став лектором в Університеті Стоні-Брук, Нью-Йорк на кафедрі африканістики (Africana Studies) університетського коледжу мистецтв і наук. 1983 року здобув звання доцента та посаду в Університеті.
У червні 1979 року Барака був заарештований і ув'язнений за звинуваченнями в нападі та опорі арешту. Початковою причиною справи була сімейна сварка, проте коли його засудили до 90 днів ув’язнення на острові Райкерс, дружина спростувала цю версію та заявила, що її чоловік «політв’язень». Барака був звільнений з-під варти на час апеляції. Захист зазначав, що утримання у в'язниці, "не дозволить йому бути присутнім на прийомі в Білому домі на честь американських поетів". На підтримку апеляції приходили листи від посадових осіб, митців і освітян зі всієї країни. Суд змінив початкове рішення, замінивши постійне утримання під вартою на ув'язнення в вихідні з січня по листопад 1982 року, таким чином, не заважаючи викладацькій роботі в Стоні-Брук. Бараці також дозволили відбути свої 48 вихідних поспіль у гарлемському реабілітаційному центрі для залежних замість в'язниці. Там він написав «Автобіографію».

### 1980–2014 рр
У 1980 році Барака опублікував есе в Village Voice під назвою «Сповідь колишнього антисеміта». Втім, він стверджував, що назва належить редактору Village Voice. В есе він переоцінив події свого життя, зокрема, шлюб з Хетті Коен, яка була єврейкою. Барака пише, що злам настав після вбивства Малькольма Ікса: «Як чорношкірий чоловік одружений з білою жінкою, я почав відчувати відчуження до неї… Як можна одружитися з ворогом?» Згодом він розлучився з Хетті і залишив її з двома дочками. Далі він писав:
Ми знаємо, що хвалена єврейська підтримка руху за громадянські права чорношкірих була значною мірою корисливою, щоб використати цей рух. Зрештою, євреї — білі та хворі тим самим білим шовінізмом, який відвертає багатьох білих від боротьби за права чорношкірих…  ці єврейські інтелектуали змогли потрапити в Обітовану землю привілейованої Америки.
У есе він також відстоював свою позицію проти Ізраїлю, заявивши: «Сіонізм є формою расизму».
Антисемітизм — така ж потворна ідея і така ж смертоносна, як білий расизм чи сіонізм… Що стосується мого особистого переходу через пустку антисемітизму, то він був миттєвим і ніколи не цілком реальним… Я написав лише один вірш, який має певні риси антисемітизму… і я відкинув його настільки ґрунтовно, наскільки міг.

Барака на фестивалі Malcolm X в парку Сан-Антоніо, Окленд, Каліфорнія, під час виступу з Марселем Діалло та його Electric Church Band

Вісімдесяті роки були успішними для викладацької кар'єри Бараки. Він отримав звання повного, а згодом пожиттєвого професора в Стоні-Брук. Був гостьовим професором Колумбійського університету. Болісно переживав відмову в наданні постійного місця на кафедрі англійської мови та літератури Ратґерського університету (в його рідному місті) після двох років гостьового викладання там. Конфлікт і розголос призвів до зміни керівника кафедри.
У 1989 році Барака отримав премію American Book Award, а також премію Ленгстона Г'юза. У 1990 році він став співавтором автобіографії Квінсі Джонса, а в 1998 році був актором другого плану у фільмі Уоррена Бітті «Булворт». У 1996 році він долучився до запису альбому Offbeat: A Red Hot Soundtrip, створеного для допомоги у сфері лікування СНІД.
У липні 2002 року губернатор Джим МакГріві призначив Бараку поетом-лауреатом штата Нью-Джерсі. Посада на два роки мала принести йому стипендію в 10 000 доларів. Поет займав цю посаду протягом року, що супроводжувалося скандалами, політичним тиском та громадськими виступами за його відставку. Під час фестивалю поезії ім. Джеральдін Р. Додж у Стенхоупі, штат Нью-Джерсі, Барака прочитав свій вірш 2001 року про напад 11 вересня «Хтось підірвав Америку?». Цей твір критикували за антисемітизм та наклеп на відомих політиків і громадських діячів. Оскільки в законі не було механізму усунення поета-лауреата з посади, а Барака відмовився піти у відставку, посаду державного поета-лауреата було офіційно скасовано Законодавчим органом штату та губернатором МакГріві.
Барака співпрацював з хіп-хоп групою The Roots в записі пісня «Something in the Way of Things (In Town)» з їхнього альбому Phrenology 2002 року.
У 2002 році дослідник Молефі Кете Асанте включив Амірі Бараку до свого списку 100 найвизначніших афроамериканців.

### Смерть
Амірі Барака помер 9 січня 2014 року у Ньюарку, штат Нью-Джерсі. Про причину смерті спочатку не було звісток, але згадувалося, що він довго боровся з діабетом. Пізніше повідомлялося, що він помер від ускладнень після нещодавньої операції. Похорон Бараки відбувся в Newark Symphony Hall 18 січня 2014 року.

## Відзнаки та нагороди
Барака був другим поетом-лауреатом Нью-Джерсі з липня 2002 року, поки посада не була скасована 2 липня 2003 року. У відповідь на спроби відсторонити Бараку з посади поета-лауреата штату, консультативна рада у грудні 2002 року назвала його поетом-лауреатом Державних шкіл Ньюарка.
Барака отримав відзнаки від ряду престижних фондів, у тому числі: стипендії від Фонду Гуггенхайма та Національного фонду мистецтв, премію Ленгстона Г'юза від муніципального коледжу Нью-Йорка, премію Фонду Рокфеллера в галузі драматургії, запрошення до Американської академії мистецтв і літератури та премія за життєві досягнення від Before Columbus Foundation.
Короткий уривок з поезії Амірі Бараки був обраний художником Ларрі Кірклендом для постійної інсталяції в мармурі на станції Пенсільванія в Нью-Йорку.

## Спадщина та вплив
Незважаючи на численні скандали та суперечливий зміст його творчості, літературний вплив Бараки є незаперечним. Як співзасновник Black Arts Movement у 1960-х роках він пропагував унікальний чорний націоналістичний погляд і вплинув на ціле літературне покоління. Критик Найла Келета-Мей стверджує, що спадщина Бараки — це «промовляння невимовного», що, ймовірно, зашкодило його власній літературній репутації та канонізації. Наприклад, Барака залишився поза межами антології «Angles of Ascent» 2013 року, збірки сучасної афроамериканської поезії, виданої Нортоном.
У «Дощовому таксі» Річард Ояма розкритикував войовничу естетику Бараки, написавши, що «кар’єра Бараки стала проявом найгірших «тенденцій» 1960-х років — відчуження і відторгнення, фанатичне самовиправдовування, порив до репресивного сталінізму та сепаратизму на противагу створенню надрасових та надкласових коаліцій… Зрештою, творчість Бараки постраждала, бо він віддав перевагу ідеології над мистецтвом, забуваючи, що останнє перевершує всіх нас».
Робота митця в різноманітних художніх жанрах у поєднанні з його громадською активністю дали йому величезний вплив. Обговорюючи це в інтерв'ю NPR, Барака підкреслив, що вплинув на багатьох людей. Коли його запитали, що він обрав би епітафією для себе, він жартівливо відповів: «Ми не знаємо, чи він помер». Некролог NPR для Бараки просто описує глибину його впливу: «…впродовж усього його життя Рух чорних мистецтв ніколи не припинявся». Вплив Бараки також поширюється на видавничу справу, деякі письменники приписують йому відкриття дверей до білих видавництв, до яких афроамериканські автори раніше не мали доступу.

## Твори

### Поезія
- 1961: Preface to a Twenty Volume Suicide Note
- 1964: The Dead Lecturer: Poems
- 1969: Black Magic
- 1970: It's Nation Time
- 1980: New Music, New Poetry
- 1995: Transbluesency: The Selected Poems of Amiri Baraka/LeRoi Jones
- 1995: Wise, Why's Y's
- 1996: Funk Lore: New Poems
- 2003: Somebody Blew Up America & Other Poems
- 2005: The Book of Monk

### Драма
- 1964: Dutchman
- 1964: The Slave
- 1967: The Baptism and The Toilet
- 1966: A Black Mass
- 1968: Home on the Range and Police
- 1969: Four Black Revolutionary Plays
- 1970:  Slave Ship
- 1978: The Motion of History and Other Plays
- 1979: The Sidney Poet Heroical, (published by I. Reed Books, 1979)
- 1989: Song
- 2013: Most Dangerous Man in America (W. E. B. Du Bois)

### Художня проза
- 1965: The System of Dante's Hell
- 1967: Tales
- 2004: Un Poco Low Coup, (графічна новела)
- 2006: Tales of the Out & the Gone

### Нон-фікшн
- 1963: Blues People
- 1965: Home: Social Essays
- 1965: The Revolutionary Theatre
- 1968: Black Music
- 1971: Raise Race Rays Raze: Essays Since 1965
- 1972: Kawaida Studies: The New Nationalism
- 1979: Poetry for the Advanced
- 1981: reggae or not!
- 1984: Daggers and Javelins: Essays 1974–1979
- 1984: The Autobiography of LeRoi Jones/Amiri Baraka
- 1987: The Music: Reflections on Jazz and Blues
- 2003: The Essence of Reparations

### Редаговані видання
- 1968: Black Fire: An Anthology of Afro-American Writing (інший редактор Ларрі Ніл)
- 1969: Four Black Revolutionary Plays
- 1983: Confirmation: An Anthology of African American Women (разом з Аміною Баракою)
- 1999: The LeRoi Jones/Amiri Baraka Reader
- 2000: The Fiction of LeRoi Jones/Amiri Baraka
- 2008: Billy Harper: Blueprints of Jazz, Volume 2 (Audio CD)

### Фільмографія
- The New Ark (1968)
- One P.M. (1972)
- Fried Shoes Cooked Diamonds (1978) …Himself
- Black Theatre: The Making of a Movement (1978) …Himself
- Poetry in Motion (1982)
- Furious Flower: A Video Anthology of African American Poetry 1960–95, Volume II: Warriors (1998) …Himself
- Through Many Dangers: The Story of Gospel Music (1996)
- Bulworth (1998) …Rastaman
- Piñero (2001) …Himself
- Strange Fruit (2002) …Himself
- Ralph Ellison: An American Journey (2002) …Himself
- Chisholm '72: Unbought & Unbossed (2004) …Himself
- Keeping Time: The Life, Music & Photography of Milt Hinton (2004) …Himself
- Hubert Selby Jr: It/ll Be Better Tomorrow (2005) …Himself
- 500 Years Later (2005) (voice) …Himself
- The Ballad of Greenwich Village (2005) …Himself
- The Pact (2006) …Himself
- Retour à Gorée (2007) …Himself
- Polis Is This: Charles Olson and the Persistence of Place (2007)
- Revolution '67 (2007) …Himself
- Turn Me On (2007) (TV) …Himself
- Oscene (2007) …Himself
- Corso: The Last Beat (2008)
- The Black Candle (2008)
- Ferlinghetti: A City Light (2008) …Himself
- W.A.R. Stories: Walter Anthony Rodney (2009) …Himself
- Motherland (2010)

### Дискографія
- It's Nation Time (Black Forum/Motown, 1972)
- New Music - New Poetry (India Navigation, 1982)
- Real Song (Enja, 1995)

В співпраці з Біллі Харпером:
- Blueprints of Jazz Vol. 2 (Talking House, 2008)

В співпраці з Нью-Йоркським арт-квартетом:
- New York Art Quartet (ESP-Disk, 1965)

З Малачі Томпсоном:
- Freebop Now! (Delmark, 1998)

З Девідом Мюрреєм:
- Fo Deuk Revue (Justin Time, 1997), "Evidence"

З Вільямом Паркером:
- I Plan to Stay a Believer (AUM Fidelity, 2010)